# بات كارول (ممثلة)
بات كارول (بالإنجليزية: Pat Carroll)‏ (و. 1927  م) هي ممثلة، وممثلة هزلية، ومغنية، وممثلة تلفزيونية، وممثلة صوت أمريكية، ولدت في شريفبورت.

## التعليم
تعلمت في الجامعة الكاثوليكية الأمريكية.

## وصلات خارجية
- بات كارول على موقع IMDb (الإنجليزية)
- بات كارول على موقع ألو سيني (الفرنسية)
- بات كارول على موقع ميوزك برينز (الإنجليزية)
- بات كارول على موقع تيرنر كلاسيك موفيز (الإنجليزية)
- بات كارول على موقع أول موفي (الإنجليزية)
- بات كارول على موقع قاعدة بيانات برودواي على الإنترنت (الإنجليزية)
- بات كارول على موقع قاعدة بيانات الأفلام السويدية (السويدية)
- بات كارول على موقع إن إن دي بي (الإنجليزية)
- بات كارول على موقع ديسكوغز (الإنجليزية)
- بات كارول على موقع قاعدة بيانات الفيلم (الإنجليزية)